# Hermann Pecking
Friedrich Gustave Hermann Pecking (eigenlijk: Picking) (Ellrich, januari 1879 – Kopenhagen, 2 februari 1970) was een Duits componist en musicus.

## Levensloop
Pecking werd na zijn muziekstudies in 1909 lid van het theaterorkest in Aarhus. In 1914, met het begin van de Eerste Wereldoorlog, werd hij lid van een Duitse militaire muziekkapel. Na de oorlog ging hij weer terug naar Denemarken en was aanvankelijk opnieuw in Århus en vanaf 1927 in Kopenhagen als musicus en componist werkzaam.

## Composities

### Werken voor harmonieorkest
- 1956 Colonel George S. Howard
- Europa Marsch
- Gruß an Ellrich
- Heimatland
- Hilsen til garden (Greeting to the guards)
- Leicht um's Herz
- Radio Quick march
- Semper Fidelis
- Steeplechase
- The Ninetysecond (92nd) in Copenhagen, mars
- The Derby winner, mars